# Cal Vilaró (Lluçà)
Cal Vilaró és una masia de Lluçà (Lluçanès) inclosa a l'Inventari del Patrimoni Arquitectònic de Catalunya.

## Descripció
Masia orientada a migdia amb teulada a dues aigües. Adossat a la façana principal hi ha un altre cos de la mateixa alçada que està conformat per dues arcades i que comuniquen amb la pallissa on antigament hi havia un oratori. Al darrere de la casa hi ha un pou-cisterna. Una galeria a la façana esquerra comunica amb una masoveria feta el 1941.
A l'oratori es conserven tres talles de fusta que representen a la Verge del Roser, Sant Antoni i Sant Josep.

## Història
Pere Vilaró fou canonge de Lluçà entre els anys 1238 i 1242. El Vilaró entra en la llista de masos que pagaven cens a la batllia de Lluçà segons consta en el capbreu de l'any 1434. Segons la documentació que existeix en el mas des del 1632 hi vivia la família Jordà. A l'any 1792 hi ha un escrit en què es concedeix permís per tenir un oratori.